# Lijst van afleveringen van Checkpoint (seizoen 1)
Dit is een lijst van afleveringen van seizoen 1 van Checkpoint. In de schema's staan de gestelde vraagstukken aangegeven, de getrokken conclusie en notities van de test. Bij sommige tests werd er geen (concrete) conclusie getrokken, in dat geval wordt er doorverwezen naar de notities.

## Algemeen
Het eerste seizoen liep tussen 14 maart en 6 juni 2009 en bestond uit 13 afleveringen. Iedere aflevering was opgebouwd uit drie tests, waarvan de tweede standaard een test bevatte uit de rubriek Jongens vs. Meiden. In deze reeks tests werd gekeken of mannen dan wel vrouwen beter zijn in bepaalde vaardigheden of functies. In de andere twee tests werden vooral tests gedaan rond producten. Producten die in dit eerste seizoen de revue passeerden, waren onder andere cd's, fietsen, gel en vuurwerk.
De laatste aflevering van het seizoen bestond uit een compilatie van de eerder uitgezonden afleveringen, gecombineerd met enkele beelden die niet eerder waren uitgezonden.

## Samenstelling testteam
- Ghino Girbaran
- Romy Krommert
- Vincent Meijering
- Ghislaine Tanamal
- Dico Verschure
- Arjan de Vreugt

## Afleveringen

### Aflevering 1
Uitzenddatum: 14 maart 2009

#### Merkkleding vs Cheap Ass
| Vraag                                                           | Conclusie                                                        | Notities |
| --------------------------------------------------------------- | ---------------------------------------------------------------- | --- |
| Is een goedkope broek of een dure broek sterker?                | Een goedkope broek is sterker dan een dure broek.                | Er werd een broek van 20 euro en een van 95 euro gebruikt en deze werden uit elkaar getrokken. De 95 euro-broek werd al gauw verscheurd door te trekken, voor de 20 euro-broek was een heftruck nodig. |
| Is een goedkope of een dure broek beter bestand tegen slijtage? | Een dure broek is beter bestand tegen slijtage dan een goedkope. | Er werd een broek van 20 euro en een van 150 euro gebruikt. Deze werden aangetrokken en vervolgens werden de testers achter een auto aan getrokken. De goedkope broek was het eerst kapot.             |

#### Jongens vs Meiden → Pijngrenstest
| Uitdaging                                                   | Winnaar     | Notities |
| ----------------------------------------------------------- | ----------- | --- |
| De meeste wasknijpers op het gezicht zetten.                | Jongens.    | Binnen twee minuten moesten er zo veel mogelijk wasknijpers in het gezicht worden gezet. Vincent had meer knijpers dan Ghislaine (32 tegen 23). |
| Onder een koude douche staan.                               | Gelijkspel. | Vincent en Ghislaine moesten zo lang mogelijk onder een koude douche staan. Beiden bleven er de volle twee minuten onder.                       |
| Over een lijn lopen terwijl beschoten met paintballpistool. | Gelijkspel. | Voor deze test beschoot Ghino Vincent en Ghislaine met een paintballpistool. Zowel Vincent als Ghislaine legden het hele parcours af.           |
| Uiteindelijke winnaar.                                      | Jongens.    | Eindstand: 3-2. Getrokken conclusie: de jongens kunnen het beste tegen pijn.                                                                    |

#### Cd-test
| Vraag                                                                      | Conclusie                                | Notities |
| -------------------------------------------------------------------------- | ---------------------------------------- | --- |
| Hoe buigzaam is een cd?                                                    | Zie Notities.                            | Een cd van 10,5 centimeter werd in een werkbalk gezet en gebogen. Bij 2,5 centimeter knapte de cd. |
| Is het mogelijk om met tandpasta krassen op cd's te verwijderen?           | Ja, mits de krassen niet te heftig zijn. | Met spijkers werden twee lichte krassen op een cd gemaakt. De cd speelde niet meer. Met tandpasta werd over de krassen gepolijst. De cd haperde iets, maar speelde wel.                                       |
| Wat gebeurt er als je een cd in een magnetron stopt of als hij warm wordt? | Zie Notities.                            | Een cd werd in een magnetron gelegd en die werd ingeschakeld. Hij begon heftig te vonken. Een stapeltje cd's in een magnetron smolt in elkaar. Er werd ook nog een cd in een aparte oven gestopt, deze smolt. |
| Waarom is het plakken van een stickertje op een cd zo gevaarlijk?          | Zie Notities.                            | Er werden stickers op een cd geplakt en deze werd in een cd-drive geplaatst. Onmiddellijk spatte de cd in splinters uiteen en liet deze zware schade achter.                                                  |

### Aflevering 2
Uitzenddatum: 21 maart 2009

#### De fietsbandtest
| Vraag                                                                                      | Conclusie                                                          | Notities |
| ------------------------------------------------------------------------------------------ | ------------------------------------------------------------------ | --- |
| Is de anti-lekband echt minder gauw lek dan de normale fietsband?                          | Ja.                                                                | Er werd met drie ondergronden getest: eerst een plank met spijkers, daarna glasscherven en ten slotte punaises. De normale band raakte bij alle drie de tests lek, de anti-lekband alleen bij de spijkers. |
| Hoe hard kun je bepaalde fietsbanden oppompen voordat ze knappen?                          | Stadsfiets band: 41×. Racefiets band: 19×. Mountainbike band: 95×. | De drie banden werden om beurten opgepompt totdat ze knappen. Bij de mountainbike kostte het relatief veel energie voordat deze uiteindelijk knapte.                                                       |
| Kan een binnenband ook knappen als de buitenband eromheen zit, door hem hard op te blazen? | Nee.                                                               | Eerst werd met een fietspomp geprobeerd, daarna werd een compressor ingezet. De band bleef heel. Hierna werd er nog een binnenband van een kruiwagen opgeblazen totdat deze knapte.                        |

#### Jongens vs Meiden → Coördinatietest
| Uitdaging                                                      | Winnaar  | Notities |
| -------------------------------------------------------------- | -------- | --- |
| Bowlen op een bowlingbaan omringd met vazen                    | Jongens. | De bedoeling was om zo veel mogelijk pins om te gooien zonder de vazen te raken. Doordat Romy twee keer naast de baan gooide, won Arjan de test.                                                                   |
| Over een lijn lopen na in de Razende Roeland te hebben gezeten | Meiden.  | Om beurten werden Arjan en Romy in de Razende Roeland gezet, die hard ronddraaide. Direct daarna moesten ze over een lijn lopen. Romy slaagde hierin, Arjan echter werd duizelig en kreeg dit niet onder controle. |
| Een quad inparkeren.                                           | Meiden.  | Romy ging dit beter af. |
| Uiteindelijke winnaar.                                         | Meiden.  | Eindstand: 2-1. Getrokken conclusie: de meiden zijn het best in coördinatie. |

#### Pimp Your Pants
| Vraag                                         | Conclusie                    | Notities |
| --------------------------------------------- | ---------------------------- | --- |
| Waardoor kan een spijkerbroek gepimpt worden? | Door voorzichtig te schuren. | Geprobeerd werd op volgorde: met stenen wassen, schuren, bleek en branden. Met stenen in een wasmachine wassen werkte niet. Bij bleek was er wel verschil te zien, maar het resultaat was niet de moeite waard en daarnaast werd het nog gevaarlijk bevonden door de giftigheid van het chloor. Bij branden vatte de broek vlam. Het enige dat werkte, was voorzichtig schuren met schuurpapier. |

### Aflevering 3
Uitzenddatum: 28 maart 2009

#### Computertest
| Vraag                                                                                     | Conclusie                                                      | Notities |
| ----------------------------------------------------------------------------------------- | -------------------------------------------------------------- | --- |
| Is een computertoetsenbord nog bruikbaar als er cola overheen komt?                       | Een normaal toetsenbord werkt nog, een laptop sneuvelt direct. | Bij een normaal toetsenbord ging het nog goed, bij de laptop ging direct het scherm op zwart. |
| Is het veilig om een computermonitor open te maken als deze kapot is en de stekker eruit? | Nee.                                                           | Met behulp van een stuk vlees werd aangetoond dat het ernstige brandwonden kan veroorzaken als de monitor wordt opengemaakt.                                                                                  |
| Is het verstandig om goedkope laptop-accu's te kopen als de accu kapot is?                | Nee.                                                           | Bij een laptop werd een kortsluiting in scène gezet. De laptop vatte direct vlam. Een expert legde uit dat de goedkope batterijen een beschermingscircuit missen dat ervoor moet zorgen dat dit niet gebeurt. |

#### Jongens vs Meiden → Wie is de beste boer
| Uitdaging                            | Winnaar     | Notities |
| ------------------------------------ | ----------- | --- |
| Een bepaalde koe vinden.             | Meiden.     | Romy vond een vooraf geselecteerde koe eerder dan Ghino.                                                                                     |
| Een koe naar de melkmachine brengen. | Onbeslist.  | Om beurten moesten Ghino en Romy een koe naar de melkmachine brengen, waar ze gemolken konden worden. Geen van beiden kreeg het voor elkaar. |
| Koe melken.                          | Gelijkspel. | Het lukte zowel Romy als Ghino feilloos. |
| Schapen scheren.                     | Meiden.     | Romy was beter dan Ghino. |
| Uiteindelijke winnaar.               | Meiden.     | Eindstand: 3-1. Getrokken conclusie: meiden kunnen uitstekend het boerenvak in.                                                              |

#### Hufterprooftest
| Vraag                                                              | Conclusie                                                 | Notities |
| ------------------------------------------------------------------ | --------------------------------------------------------- | --- |
| Met welk slot krijg je een fiets 'hufterproof'?                    | Een gehard stalen ketting van circa 30 euro.              | Geprobeerd werd: een normaal fietsslot, een kabelslot en een beugelslot. Fietsdeskundige Marc kreeg alle sloten met gemak open. Hij raadde een gehard stalen ketting van ongeveer 30 euro aan. |
| Waarmee kan een fiets die in de sloot is gekomen, blijven drijven? | Met verschillende objecten mogelijk, maar niet praktisch. | Geprobeerd werd: piepschuim, lege flessen en zwembandjes. De fietsen bleven drijven, maar het werd niet praktisch bevonden.                                                                    |

### Aflevering 4
Uitzenddatum: 4 april 2009

#### Voetbaltest
| Vraag                                                               | Conclusie                 | Notities |
| ------------------------------------------------------------------- | ------------------------- | --- |
| Is een goedkope bal van rubber of een dure, synthetische bal beter? | De goedkope bal is beter. | Gekeken werd of de ballen prikkeldraad aankonden (alleen de goedkope bal slaagde daarin) en hoeveel schade de ballen aanrichtten aan een auto (dure bal minder) en aan een ruit (goedkope bal minder). |

#### Jongens vs Meiden → Multitasktest
| Uitdaging | Winnaar  | Notities |
| --- | -------- | --- |
| Met eieren jongleren en rekensommen uitvoeren. | Jongens. | Romy en Ghino kregen beiden 10 rekensommen die ze in een zo kort mogelijke tijd moesten oplossen. Romy deed er 1'28" over, Ghino 2'25". Tijdens het rekenen en jongleren zette Ghino een tijd van 2'02" neer (0'23" sneller) en Romy een tijd van 5'17" (3'49" langzamer). |
| Drummen. | Jongens. | De uitdaging was om zo goed mogelijk mee te drummen op een nummer. Ghino ging dit beter af. |
| In 5 minuten tegelijkertijd: een ei bakken, een aardbeienshake bereiden, steppen en informatie opnemen (van plaatjes en uit een talencursus Spaans). | Jongens. | Romy had een goede aardbeienshake bereid, maar met het steppen en het ei bakken was Ghino beter. Het informatie opnemen mislukte bij beiden. |
| Uiteindelijke winnaar. | Jongens. | Eindstand: 3-0. Getrokken conclusie: de jongens kunnen echt het beste multitasken. |

#### Fiets stevigheidstest
| Vraag                                                            | Conclusie                                 | Notities |
| ---------------------------------------------------------------- | ----------------------------------------- | --- |
| Als een rij fietsen omvalt, levert dit dan veel schade op?       | Nee.                                      | Er werd een rij fietsen op elkaar gezet. De schade aan de testfiets was gering. Incidenteel is niet ernstig. |
| Is het beter om een fiets in het rek of naast het rek te zetten? | Naast het rek.                            | De testfiets werd eerst in het rek gezet en daarna er naast. De rij werd omgeduwd. Bij beide situaties was de schade aan de testfiets gering, maar door een andere fiets die wel veel schade opliep, werd besloten dat het beter is om de fiets naast het rek te zetten. |
| Klopt het dat een bagagedrager niet meer dan 30 kg kan dragen?   | Nee.                                      | De bagagedrager van een fiets werd in vier tests beladen met: een passagier die bij test 2 een tas met boeken om kreeg. Vervolgens kwamen er nog met bowlingballen in fietstassen en werden deze uiteindelijk nog bijgevuld met kattenbakvulling (eindgewicht 146 kilo). Toen het gewicht boven de 100 kilo kwam, raakte het achterwiel beschadigd, maar de bagagedrager bleef heel, ook toen de kattenbakvulling nog werd toegevoegd. |
| Is het frame van de mannenfiets of de vrouwenfiets steviger?     | Het frame van de mannenfiets is steviger. | De vrouwenfiets werd met gemak dubbelgevouwen. Bij de mannenfiets lukte dit niet. |

### Aflevering 5
Uitzenddatum: 11 april 2009

#### Plaktest
| Vraag                                                                          | Conclusie                         | Notities |
| ------------------------------------------------------------------------------ | --------------------------------- | --- |
| Welke soort lijm is het best bruikbaar om iemand op een stoel vast te plakken? | 2-componentenlijm werkt het best. | Arjan werd op een stoel vastgeplakt. Eerst met alleslijm, maar dat werkte niet. 2-componentenlijm was echter veel krachtiger. Uiteindelijk moest Arjan uit de stoel worden geknipt om hem te bevrijden. |
| Bestaat er een lijmmethode om iemand tegen een muur te plakken?                | Ja, met klittenband of tape.      | Montagekit werd eerst geprobeerd, maar dat werkte niet. Klittenband wel, maar alleen door de persoon ondersteboven op te hangen. Tape werkte ook.                                                       |
| Is het mogelijk om iemand achter het behang te plakken?                        | Ja.                               | Ghino werd achter het behang geplakt. Dit lukte. |

#### Jongens vs Meiden → Ruimtelijk inzicht
| Uitdaging                             | Winnaar  | Notities |
| ------------------------------------- | -------- | --- |
| Een hobbelpaard inpakken.             | Jongens. | De jongens hadden na het inpakken van het hobbelpaard meer pakpapier over dan de meiden. |
| Een koffer volstoppen met voorwerpen. | Meiden.  | De jongens en de meiden moesten om beurten een koffer inpakken met zo veel mogelijk spullen. De meiden kregen er meer in. |
| Een bouwpakket in elkaar zetten.      | Jongens. | De jongens en de meiden moesten een computermeubel in elkaar zetten, met een uitschuifbare lade voor het toetsenbord. De meiden hadden als enige een groot onderdeel aan elkaar bevestigd, maar omdat de onderdelen wel beschadigd raakten, ging de winst naar de jongens, die bovendien de railtjes van de lade correct hadden gemonteerd. Dit onder protest van de meiden. |
| Uiteindelijke winnaar.                | Jongens. | Eindstand: 2-1. Getrokken conclusie: de jongens hebben het meeste ruimtelijk inzicht, al zij het met een klein verschil. |

#### Brandtest
| Vraag                                                               | Notities |
| ------------------------------------------------------------------- | --- |
| Wat gebeurt er als een kaars op de grond of tegen een gordijn valt? | Het tapijt waar de kaarsen op vielen, vatte vlam. Ook het gordijn vloog in de fik.                                                                                   |
| Waarom moet de tv helemaal uit (niet op stand-by)?                  | Met stof in de tv die werd aangetrokken door de warmte ervan, werd een kortsluiting in scène gezet. Er ontstond een heftige brand met dikke, giftige, zwarte dampen. |

### Aflevering 6
Uitzenddatum: 18 april 2009

#### Plaktest
| Vraag                                                                                    | Conclusie                  | Notities |
| ---------------------------------------------------------------------------------------- | -------------------------- | --- |
| Welk broodbeleg plakt het best?                                                          | Boter en marshmallowpasta. | Boterhammen werden besmeerd en aan het plafond geplakt en er werd gekeken hoelang deze bleef hangen. Boter ging lang aan kop met een tijd van 2:13. De laatste kandidaat was marshmallowpasta, die bleef de hele test hangen en werd uitgeroepen tot 'winnaar'. Het andere beleg bleef slechts enkele seconden aan het plafond hangen. Naast de marshmallowpasta werd ook de boter meegenomen naar de volgende tests. |
| Zijn posters beter op te plakken met boter of met marshmallowpasta?                      | Met boter.                 | Zowel boter als marshmallowpasta plakte erop, maar de boter ging er veel makkelijker weer af dan de marshmallowpasta. Waar wel rekening mee moet worden gehouden, was dat het in de testruimte koeler was dan in een gemiddeld huishouden, waardoor de boter hard is. |
| Is een miniatuur-bouwpakket beter in elkaar te zetten met boter of met marshmallowpasta? | Met marshmallowpasta.      | De vliegtuigjes werden in elkaar gezet en weggeworpen. Beide vliegtuigen stortten neer, maar in tegenstelling tot de boter, bleef het vliegtuig met de marshmallowpasta heel. |
| Is een gebroken vaas beter te herstellen met boter of met marshmallowpasta?              | Met boter.                 | Zowel boter als marshmallowpasta werkte, maar de boter viel minder op. Echter: ook in deze test moest weer rekening worden gehouden met de temperatuur die in de testruimte lager lag. |

#### Jongens vs Meiden → Richten
| Uitdaging                                                    | Winnaar  | Notities |
| ------------------------------------------------------------ | -------- | --- |
| Met een pvc-buis rode bessen schieten.                       | Jongens. | Om beurten gingen Dico en Romy twee minuten lang fietsen en op de ander schieten. Romy raakte Dico 4 keer, andersom was het 12 keer.                                                  |
| Boogschieten.                                                | Meiden.  | Deze test bestond uit twee delen. Eerst werd er op een doel geschoten, daarna werd er geprobeerd een appel van het hoofd van een testpop te schieten. In beide testen was Romy beter. |
| Zo snel mogelijk een kleine camera in een fles laten zakken. | Jongens. | Romy en Dico werden om beurten in een hoogwerker gezet en moesten proberen in een zo kort mogelijke tijd de camera in de fles te krijgen. Romy deed er 45 seconden over, Dico 37.     |
| Uiteindelijke winnaar.                                       | Jongens. | Eindstand: 2-1. |

#### Over water lopen
| Vraag                                   | Conclusie           | Notities |
| --------------------------------------- | ------------------- | --- |
| Is het mogelijk om over water te lopen? | Niet zonder wonder. | Eerst werd geprobeerd om met zwembandjes over het water te lopen, vervolgens met lege waterflessen onder de schoenen, speciale drijvers en grote blokken piepschuim. Iedere poging leverde meer op, maar lopen over het water ging niet. Uiteindelijk werd het water vermengd met maïzena. Dit werkte wel, maar omdat het geen echt water meer was, werd besloten dat het niet mogelijk is om zonder wonder over water te lopen. |

### Aflevering 7
Uitzenddatum: 25 april 2009

#### Vlekkentest
| Vraag                                                             | Conclusie                              | Notities |
| ----------------------------------------------------------------- | -------------------------------------- | --- |
| Welke voedingsproducten leveren de ergste vlekken op?             | Bramenjam en patat speciaal.           | De behandelde producten waren: pindasaus, bramenjam, spaghetti bolognese, patat speciaal, jus d'orange en chocomel. Chocomel en sinaasappelsap werd met behulp van een waterpistool op de shirts aangebracht, de rest door te gooien (met uitzondering van patat, die werd in het shirt gewreven). In de wasmachine gingen de vlekken van de bramenjam en de patat niet uit het shirt. |
| Zijn er nog alternatieve manieren om de shirts schoon te krijgen? | Nee, het is de zeep die het werk doet. | Geprobeerd werd met een stoommachine de vlekken weg te krijgen. Dit lukte niet. Uiteindelijk werd er een hogedrukreiniger bij gehaald. Het werkte wel beter, maar de shirts werden kapotgeblazen. |

#### Jongens vs Meiden → Survival
| Uitdaging              | Winnaar  | Notities |
| ---------------------- | -------- | --- |
| Een tent opzetten.     | Jongens. | De jongens hadden hun tent beter opgezet dan de meiden. Hoewel niet helemaal correct werden de jongens tot winnaar uitgeroepen. De meiden kregen hun tent niet overeind. |
| Vuur maken.            | Meiden.  | Er moest binnen een zo kort mogelijke tijd vuur worden gemaakt. Er mocht gebruikgemaakt worden van kranten, sprokkelhout, lucifers en aanstekers. De meiden kregen het vuur eerder aan, hoewel de meiden wel een grove fout maken: ze lieten een aansteker in het vuur liggen, die ontplofte. |
| Een vlot bouwen.       | Meiden.  | Met tonnen en palen moest er een goed vlot worden gebouwd. De meiden hadden dit vlot eerder af en bleven ook droog. |
| Uiteindelijke winnaar. | Meiden.  | Eindstand: 2-1. Getrokken conclusie: in de wildernis kan men het beste een meisje zijn. |

#### Brandtest
| Vraag                                        | Conclusie                                        | Notities |
| -------------------------------------------- | ------------------------------------------------ | --- |
| Wat moet je doen bij vlam-in-de-pan?         | Een deksel bij de hand houden, of een blusdeken. | Een ervaren brandweerman gooide water op een brandende pan. Het resultaat was een metershoge steekvlam en hij maakte duidelijk dit nooit te doen. Met een deksel ging het vuur wel uit, en ook een blusdeken werkte. |
| Wat moet je doen als je zelf in brand staat? | Rollen over de grond.                            | Er werd een testpop in brand gestoken en heen en weer bewogen. De brand werd steeds heftiger. De brandweerman rolde de pop door een regenplas en de vlammen doofden direct.                                          |
| Hoe kom je uit huis als deze vol rook staat? | Zie Notities                                     | Eerst ging Vincent op de tast uit een huis, daarna Dico terwijl hij laag bij de grond bleef. Dico was met 40 seconden (tegen 1:08) eerder buiten.                                                                    |

### Aflevering 8
Uitzenddatum: 2 mei 2009

#### Uitkijken-op-straat test
| Vraag                                                | Conclusie                                                    | Notities |
| ---------------------------------------------------- | ------------------------------------------------------------ | --- |
| Kun je uitglijden over een bananenschil?             | Niet echt, tenzij alles tegen zit.                           | Ondanks meerdere pogingen gleed Dico niet echt door.                                                                                |
| Kun je uitglijden over knikkers?                     | Tijdens het knikkerseizoen vormen knikkers een groot gevaar. | Vincent ging compleet onderuit. |
| Kun je uitglijden over hondenpoep?                   | Nee.                                                         | Vincent gleed niet uit, hij kreeg enkel een vieze schoen.                                                                           |
| Kun je uitglijden over zwerfafval?                   | Ja.                                                          | In eerste instantie stapte Vincent eroverheen, toen werd gesimuleerd dat hij de bus moest halen, ging hij vol onderuit.             |
| Kun je vast blijven plakken aan een stripje kauwgom? | Nee.                                                         | Kauwgom bleef wel aan de schoen van Dico zitten, maar hij kwam niet vast te zitten. Kauwgom werd vooral smerig gevonden, niet link. |
| Kun je vast blijven plakken aan cement?              | Alleen als je heel lang blijft staan.                        | Vincent werd in cement vastgeplakt en bleef een halfuur staan. Na een halfuur kon hij er gewoon uitstappen.                         |

#### Jongens vs Meiden → Koken
| Uitdaging                               | Winnaar  | Notities |
| --------------------------------------- | -------- | --- |
| Een zo mooi mogelijke pizzabodem maken. | Meiden.  | Romy maakte een betere pizzabodem dan Dico. |
| Vissen fileren.                         | Jongens. | Dico kreeg betere stukken vis dan Romy. |
| Koken onder druk.                       | Meiden.  | De opdracht voor beiden was een torentje van kletskoppen maken met vanille-ijs en aardbei, maar wel precies zoals het plaatje op het menu. Romy kreeg een mooier resultaat en deed er ook het snelst over. Hoewel Klaas het nagerecht van Dico lekkerder van smaak vond, werd Romy tot winnaar uitgeroepen. |
| Uiteindelijke winnaar.                  | Meiden.  | Eindstand: 2-1. Getrokken conclusie: vrouwen zijn beter in de keuken. |

#### Vuurwerktest
| Vraag                                                                | Conclusie    | Notities |
| -------------------------------------------------------------------- | ------------ | --- |
| Test van sterretje.                                                  | Zie Notities | Een testpop kreeg een sterretje in zijn hand. Toen het hart van de vlam de jas bereikte, vatte deze vlam. Vervolgens werden er sterretjes in een volle brievenbus gegooid. De kranten vatten direct vlam.                                      |
| Waarom is het gevaarlijk om een Romeinse kaars in de hand te houden? | Zie Notities | Het team nam Romeinse kaarsen en vuurde op een testpop af. De pop vloog in de fik. |
| Is het verstandig om veel vuurwerk in een keer mee te nemen?         | Nee.         | De zakken van de testpop werden volgeladen met rotjes. Zowel de pop als de jas raakte beschadigd. Vervolgens werd een rugzak vol vuurwerk gestopt (niet alleen rotjes, maar ook vuurpijlen, zevenklappers etc.). Dit leverde enorme schade op. |

### Aflevering 9
Uitzenddatum: 9 mei 2009

#### Alternatieve gel-test
| Vraag                             | Notities |
| --------------------------------- | --- |
| Wat is de beste alternatieve gel? | De gels werden getest op hoe het voelt, of het tegen een stootje kan en of het makkelijk uit te wassen is. De geteste gels waren: groene zeep en handzeep (handzeep was beter), een lijmstift en behangplaksel (behangplaksel was beter), zelfgemaakte gel van gelatine en suikerwater (zelfgemaakte gel was beter). |

#### Jongens vs Meiden → Reactievermogen
| Uitdaging                                                                       | Winnaar     | Notities |
| ------------------------------------------------------------------------------- | ----------- | --- |
| Tegenover elkaar staan en na een teken te hebben gekregen, de ander afschieten. | Jongens.    | Beiden kregen een waterpistool met chocomel gevuld. Er werd muziek afgespeeld en op het moment dat deze stopte, moest de een de ander afschieten. Ze reageerden bijna tegelijk, maar in tegenstelling tot Ghislaine raakte Ghino de ander vol.  |
| Waterballonnen opvangen.                                                        | Gelijkspel. | Beiden vingen 2 van de 5 waterballonnen. |
| Makoto                                                                          | Meiden.     | De bedoeling was om op het moment dat een zuil licht- en geluidsignalen gaf, ertegenaan te slaan. De reactiesnelheid werd tot op een honderdste van een seconde gemeten. De tijd van Ghislaine was 0,99 seconde en die van Ghino 1,05.          |
| Finale.                                                                         | Jongens.    | Omdat Ghislaine en Ghino na de drie testen gelijk stonden, werd er een tiebreak gespeeld in de vorm van de derde ronde met de Makoto opnieuw. Beide reactiesnelheden gingen omhoog, maar Ghino won met 1 honderdste verschil (0,86 tegen 0,87). |
| Uiteindelijke winnaar.                                                          | Jongens.    | Eindstand: 2-2 (finale niet meegerekend). Getrokken conclusie: de jongens hebben het meeste reactievermogen. |

#### Mobieltjestest
| Vraag | Conclusie        | Notities |
| --- | ---------------- | --- |
| Kan een normale mobiele telefoon of een 'onverwoestbare' mobiele telefoon het beste geld en sleutels weerstaan?              | Beiden.          | De mobiele telefoons werden in een cementmolen gegooid samen met geld en sleutels. Deze werd aangezet. Er kwamen krassen op beide mobiele telefoons, ze deden het echter beide nog.        |
| Kan een normale mobiele telefoon of een 'onverwoestbare' mobiele telefoon het beste regen weerstaan?                         | Beiden.          | Met een gieter werd regen nagebootst. Beide mobiele telefoons deden het nog. |
| Kan een normale mobiele telefoon of een 'onverwoestbare' mobiele telefoon een val in de wc weerstaan?                        | Beiden.          | De mobiele telefoons werden in een wc gegooid en beiden deden ze het nog. |
| Kan een normale mobiele telefoon of een 'onverwoestbare' mobiele telefoon het beste een wasbeurt in de wasmachine weerstaan? | Geen van beiden. | De mobiele telefoons werden in een wasmachine gedaan en er kwam een wasbeurt overheen. Beide mobiele telefoons deden het niet, hoewel de 'onverwoestbare' mobiele telefoon nog wel trilde. |
| Kan een normale mobiele telefoon of een 'onverwoestbare' mobiele telefoon het beste een val weerstaan?                       | Beiden.          | De mobiele telefoons werden achter een fiets gehangen en over een skatebaan gesleept. De mobiele telefoons waren beide gekrast, maar overleefden het wel.                                  |

### Aflevering 10
Uitzenddatum: 16 mei 2009

#### Goedkope gel v.s. Dure gel
| Vraag                                                   | Conclusie                             | Notities |
| ------------------------------------------------------- | ------------------------------------- | --- |
| Welke gel houdt het het best in barre omstandigheden?   | De dure gel.                          | Vincent en Dico werden met respectievelijk goedkope en dure gel op een hometrainer gezet en met een grote ventilator aan, om tegenwind na te bootsen. Het haar van Vincent zakte van achteren in elkaar, dat van Dico bleef staan.         |
| Met welke gel kun je de beste punt in je haar maken?    | De dure gel, maar die is niet scherp. | Vincent en Dico maakten punten in hun haar, maar toen Vincent met de goedkope gel onder de droogkap ging, zakte het volledig in. Dico had nog wel punten, hij probeerde een ballon ermee te laten knappen, maar dat lukte niet.            |
| Met welke gel is het beste bestand tegen zwaartekracht? | De goedkope gel.                      | Eerst werd het haar van Vincent en Dico strak achterover gemaakt met gel en water, daarna hingen ze ondersteboven aan een paal. Het kapsel van Dico stond na de test niet meer strak achterover, het haar van Vincent daarentegen nog wel. |
| Welke gel kan het meeste gewicht dragen?                | De dure gel.                          | Met gel werd een 'dakje' op de kapsels gemaakt. Daarna werd een bekertje op het hoofd gezet en daar werd ranja in gegooid. Het kapsel met de dure gel van Dico zakte later in dan dat van Vincent.                                         |

#### Jongens vs Meiden → Leniger
| Uitdaging                                           | Winnaar  | Notities |
| --------------------------------------------------- | -------- | --- |
| In een kast en een koffer gaan.                     | Meiden.  | Ghino en Ghislaine moesten zich zo klein mogelijk maken. Eerst werden ze om beurten in een kast gestopt, daarna in een koffer. Bij Ghino ging het niet dicht, bij Ghislaine gingen zowel de kast als de koffer dicht. |
| Hoge trappen maken.                                 | Jongens. | In deze test werd uitgezocht wie het lenigst is in de benen. De bedoeling was dat Ghino en Ghislaine zo hoog mogelijk op een boksbal moesten schoppen. De voeten werden met verf ingesmeerd, zodat kon worden bekeken wie het hoogste kwam. Ghino schopte aanzienlijk hoger dan Ghislaine.                                                                              |
| Door een veiligheidssysteem met laserstralen komen. | Meiden.  | Touwen met belletjes werden gebruikt om de lasers te imiteren. De bedoeling was om zo snel mogelijk een diamant op te halen en terug te nemen. Een touw aanraken leverde 30 seconden straftijd op. Ghislaine raakte twee touwen en kreeg één minuut straftijd, Ghino raakte vier touwen en kreeg twee minuten straftijd. Eindtijden waren respectievelijk 2:40 en 4:02. |
| Uiteindelijke winnaar.                              | Meiden.  | Eindstand: 2-1. Getrokken conclusie: de meiden zijn het lenigst. |

#### Tassentest
| Vraag                                                 | Conclusie           | Notities |
| ----------------------------------------------------- | ------------------- | --- |
| Welke tas kan het meeste gewicht dragen?              | De schoudertas.     | De tassen werden aan een dwarsbalk bevestigd en beladen met een stalen constructie waar bakstenen in gingen. Bij de leren boekentas scheurde het hengsel bij 120 kilo, de rugzak begaf het bij 100 kilo en was compleet aan flarden. De schoudertas haalde het maximale gewicht van 155 kilo. Net na het trekken van de conclusie klapte het hengsel alsnog.                                           |
| Welke tas is het beste bestand tegen slecht weer?     | De leren boekentas. | De tassen werden volgeladen met een werkstuk, boeken en een mp3 speler. Met een gieter werd regen nagebootst. In de schoudertas lag een laag water (maar de spullen waren nog intact), de rugzak had bijna geen water opgevangen, maar de leren boekentas was nog helemaal droog van binnen. |
| Welke tas is het beste bestand tegen heel veel water? | De rugzak.          | Deze test werd uitgevoerd door met de tassen in een zwembad te springen. Bij de boekentas was het werkstuk om zeep en ook de mp3 speler deed het niet meer. De schade van de boeken was beperkt. Bij de schoudertas daarentegen ging alles stuk, de mp3 speler viel zelfs uit de tas in het zwembad. Bij de rugzak was de mp3 speler wel kapot, de andere voorwerpen werden slechts voor de helft nat. |

### Aflevering 11
Uitzenddatum: 23 mei 2009

#### Pizzatest
| Vraag                                                                     | Conclusie                | Notities |
| ------------------------------------------------------------------------- | ------------------------ | --- |
| Wat is de beste manier om een pizza op te warmen wanneer de oven stuk is? | In de broodrooster doen. | Er werd getest op of de pizza warm is, of de bodem krokant is en of de kaas is gesmolten. Eerste poging was met een föhn, maar daar werd de pizza niet veel warmer en de kaas en de bodem waren ook niet naar behoren. Bij het kokende water van een waterkoker onder een paraplu was de kaas gesmolten, maar de pizza was slechts lauw en zeker niet krokant. Een pizza onder de zonnebank werd niet warm, niet krokant en de kaas smolt ook niet. Onder 15 gloeilampen die in totaal 1125 watt leverden werd de pizza niet knapperig, wel warm en de kaas smolt ook, het bleef zelfs aan de lamp plakken. Het beste werkte de broodrooster, die pizza werd warm, knapperig en de kaas smolt. Het enige nadeel was dat de pizza moest worden dubbelgevouwen tot calzone om hem erin te laten passen. Daarom werd er nog één poging gedaan. Er werd een pizza onder de motorkap op het motorblok van een auto gelegd (ingepakt in aluminiumfolie) en vervolgens maakten ze met deze auto een rit van een uur. De kaas smolt wel, maar de bodem was totaal niet krokant. Hierdoor bleef toch de broodrooster als geschiktste manier. |

#### Jongens vs Meiden → Balgevoel
| Uitdaging                      | Winnaar    | Notities |
| ------------------------------ | ---------- | --- |
| Geblinddoekt ballen herkennen. | Jongens.   | Bij deze test moesten er ballen worden herkend. De ballen die moesten worden herkend waren: een volleybal, een voetbal, een tennisbal, een basketbal, een gehaktbal, een honkbal en een hockeybal. Romy had moeite met het herkennen van de bal en maakte ook een aantal fouten. Arjan daarentegen had alle ballen goed. |
| Een bal hooghouden.            | Jongens.   | Om beurten moesten Arjan en Romy een bal hooghouden. Beiden hielden het slechts enkele seconden vol, maar Arjan nog het langst (met als beste tijd 3 seconden tegen 2). |
| Ballopen.                      | Meiden.    | Beiden gingen niet op de bal lopen, maar Romy bleef er wel het langst op staan (9 seconden tegen 5). |
| In een bal lopen.              | Onbeslist. | De bedoeling was dat Arjan en Romy in een grote, doorzichtige opblaasbal gingen lopen naar de finish aan de overkant van een sloot. Ze slaagden hier geen van beiden in, doordat ze in de sloot totaal niet vooruit kwamen.                                                                                              |
| Uiteindelijke winnaar.         | Jongens.   | Eindstand: 2-1. |

#### Schoenzolentest
| Vraag                                                                                    | Conclusie     | Notities |
| ---------------------------------------------------------------------------------------- | ------------- | --- |
| Heb je het meeste grip op schoenzolen met profiel, zolen zonder profiel of blote voeten? | Blote voeten. | Bij deze test ging Ghino driemaal klimmen tussen twee stalen containers, steeds met andere schoenen. Bij zolen zonder profiel lukte het niet, met profiel wel, maar met blote voeten het best.                  |
| Waarmee kun het het hoogst tegen een muur lopen?                                         | Blote voeten. | De blote voeten kwamen overduidelijk het hoogst tegen de muur. |
| Heb je de beste vering zonder of met schoenen?                                           | Zie Notities. | Bij deze test moesten Ghino en Arjan met een springplank zo ver mogelijk op een zandbak springen. Dit leverde geen duidelijke resultaten op, maar ze vonden de schoen wel lekkerder springen dan de blote voet. |
| Biedt een schoen echt meer bescherming aan de voet dan geen schoen??                     | Ja.           | Voor deze test werden twee voeten gemaakt van gips en daar werd een bowlingbal op gegooid. De voet zonder schoenen lag aan stukken, maar de voet met schoen was nog helemaal heel.                              |

### Aflevering 12
Uitzenddatum: 30 mei 2009

#### Afwastest
| Vraag                                                                 | Conclusie | Notities |
| --------------------------------------------------------------------- | --------- | --- |
| Hoe kun je beter afwassen dan met de hand als de vaatwasser kapot is? | Niet.     | Eerst werd de wasmachine geprobeerd. De vaat werd in een kussensloop gewikkeld om te voorkomen dat het brak. Dit werkte niet. De tweede poging was met een schuimmachine en een afwasborstel, maar dat werkte evenmin en is ook nog totaal onpraktisch. De laatste poging was met een autowasstraat. Op een skelter werd de vaat in de machine gezet, maar dit leverde niet veel resultaat op. Met de hand bij de borstels houden zorgde ervoor dat de borden op de grond kapot vielen. Het beste is dus om gewoon met de hand af te wassen als de vaatwasser kapot is!!! |

#### Jongens vs Meiden → Vechten
| Uitdaging                                    | Winnaar  | Notities |
| -------------------------------------------- | -------- | --- |
| Armpje drukken.                              | Jongens. | Arjan en Romy deden twee wedstrijden, met beide armen om beurten. Arjan won ze allebei. |
| Een kermis-boksbal zo hard mogelijk inslaan. | Jongens. | Arjan en Romy kregen 3 pogingen om zo hard mogelijk op de boksbal te slaan en de hoogste score telde. Het kostte Arjan wat moeite, maar hij won uiteindelijk met 448 tegen 412.                                            |
| Plank doormidden slaan.                      | Jongens. | Nadat Romy en Arjan instructies en trainingen kregen, bleek Arjan dit het beste te kunnen, ook een dikkere plank kreeg Arjan in één keer door, dit lukte Romy niet.                                                        |
| Het ultieme gevecht.                         | Jongens. | Vechtersmentaliteit werd getest in deze laatste ronde. Arjan en Romy kregen een stok en gingen op een platform staan. De bedoeling was om de ander uit balans te brengen. Er werden drie rondes gedaan, Arjan won met 2-1. |
| Uiteindelijke winnaar.                       | Jongens. | Eindstand: 4-0. Getrokken conclusie: de jongens zijn de beste vechters. |

#### Vuurwerktest
| Vraag                                   | Conclusie                                                                                            | Notities |
| --------------------------------------- | --- | --- |
| Hoe hard knalt vuurwerk?                | Erwtjes: 85 dB Crackles: 98 dB Rotjes: 102 dB Illegaal stuk vuurwerk: onmeetbaar Chinese rol: 110 dB | Verschillende soorten vuurwerk werden afgestoken en er werd een decibelmeter bijgehouden om te bepalen hoe hard het knalt. Het stuk illegale vuurwerk produceerde een knal die de decibelmeter niet meer kon bijhouden, wel is bekend dat de knal ruim boven de 120 dB had moeten liggen.                                                    |
| Hoeveel kracht levert een vuurwerkknal? | Zie Notities                                                                                         | Eerst werd geprobeerd met een rotje een glas op te blazen. Dit lukte niet. Daarna werd er een stuk illegaal vuurwerk in een gevuld aquarium gedaan. Het aquarium was totaal verwoest. Als laatste werd met een stuk kippenvlees in een holle hand bekeken wat er gebeurt als er een rotje in de hand wordt gehouden. Er was niets meer over. |

### Aflevering 13
Uitzenddatum: 6 juni 2009
In deze laatste aflevering werd een compilatie vertoond van de beste fragmenten uit het eerste seizoen. Dit waren: de cd-test (afl. 1), de plaktest (afl. 5), de jongens/meidentests over survival (afl. 7), coördinatie (afl. 2) en ruimtelijk inzicht (afl. 5), de test Pimp Your Pants (afl. 2) en de eerste en tweede vuurwerktest (afl. 8 & 12). Ook werden beelden getoond die achteraf nooit zijn verwerkt in de andere twaalf afleveringen.

#### Fietsbandgriptest
| Vraag                                                   | Conclusie      | Notities |
| ------------------------------------------------------- | -------------- | --- |
| Welke fiets kan het beste een goede noodstop weerstaan? | De stadsfiets. | Voor deze test werd een baan aangelegd en glad gemaakt met zeep. De bedoeling was om met een bepaalde snelheid over de gladde baan te fietsen en op een bepaald punt, aangegeven met een gele streep, te remmen. De stadsfiets kwam het beste uit de test, boven de mountainbike. |

#### Jongens vs Meiden → Coördinatietest
| Uitdaging                                                               | Winnaar | Notities |
| ----------------------------------------------------------------------- | ------- | --- |
| Na in de Razende Roeland te hebben gezeten, met moorkoppen Arjan raken. | Meiden. | Omdat Arjan ziek werd na in de Razende Roeland te hebben gezeten (zie afl. 2), viel Dico voor hem in. Arjan mocht voor een roos gaan staan en dan was het de bedoeling dat Romy en Dico moorkoppen gingen gooien en deze moesten Arjan raken. Romy deed dit het beste, zij raakte hem 1 keer, Dico geen enkele keer. |

#### Brandtest
| Vraag                                                             | Conclusie                        | Notities |
| ----------------------------------------------------------------- | -------------------------------- | --- |
| Is er iets te doen tegen het brandgevaar van een droge kerstboom? | Ja, door de boom te impregneren. | Eerst werd er naar een droge boom gekeken. Brandweerman Cor produceerde een vonkje dat de kerstboom gelijk in brand zette. De boom brandde helemaal af en ook de kamer waar deze in stond. Daarna werd de boom geïmpregneerd (behandeld met brandvertragend middel). Vervolgens werd er een brander en brandende kranten in gehouden. De boom vloog niet in brand. |

## Kijkcijfers zaterdagafleveringen
| Datum         | Aantal kijkers | Marktaandeel |
| ------------- | -------------- | ------------ |
| 14 maart 2009 | 123.000        | 14,9%        |
| 21 maart 2009 | 101.000        | 12,3%        |
| 28 maart 2009 | 105.000        | 11,0%        |
| 4 april 2009  | 84.000         | 8,8%         |
| 11 april 2009 | 73.000         | 9,2%         |
| 18 april 2009 | 60.000         | 9,8%         |
| 25 april 2009 | 75.000         | 9,6%         |
| 2 mei 2009    | 109.000        | 15,4%        |
| 9 mei 2009    | 127.000        | 15,4%        |
| 16 mei 2009   | 101.000        | 13,1%        |
| 23 mei 2009   | 103.000        | 13,8%        |
| 30 mei 2009   | 86.000         | 13,4%        |
| 6 juni 2009   | 138.000        | 18,8%        |